# Баш-Ільчикеєво
Баш-Ільчике́єво (башк. Башҡорт Илсекәйе, рос. Баш-Ильчикеево) — присілок у складі Салаватського району Башкортостану, Росія. Входить до складу Мурсалімкінської сільської ради.
Населення — 337 осіб (2010; 328 в 2002).
Національний склад:
- башкири — 96 %

Стара назва — Башкирське Ільчикеєво.